# История Того

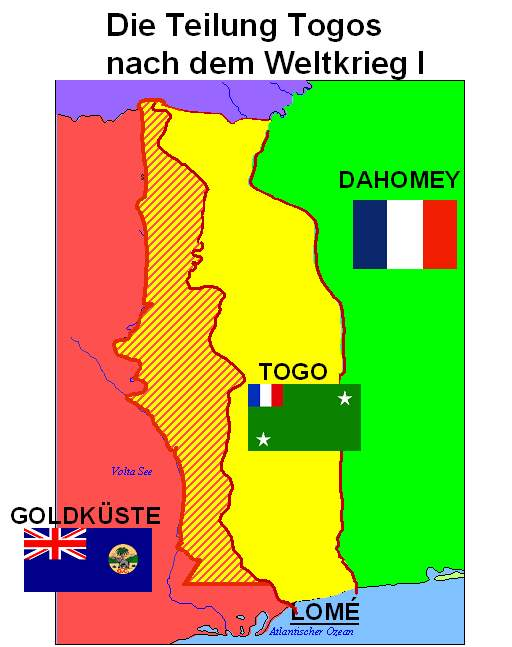
Колониальные владения в Того (1919)

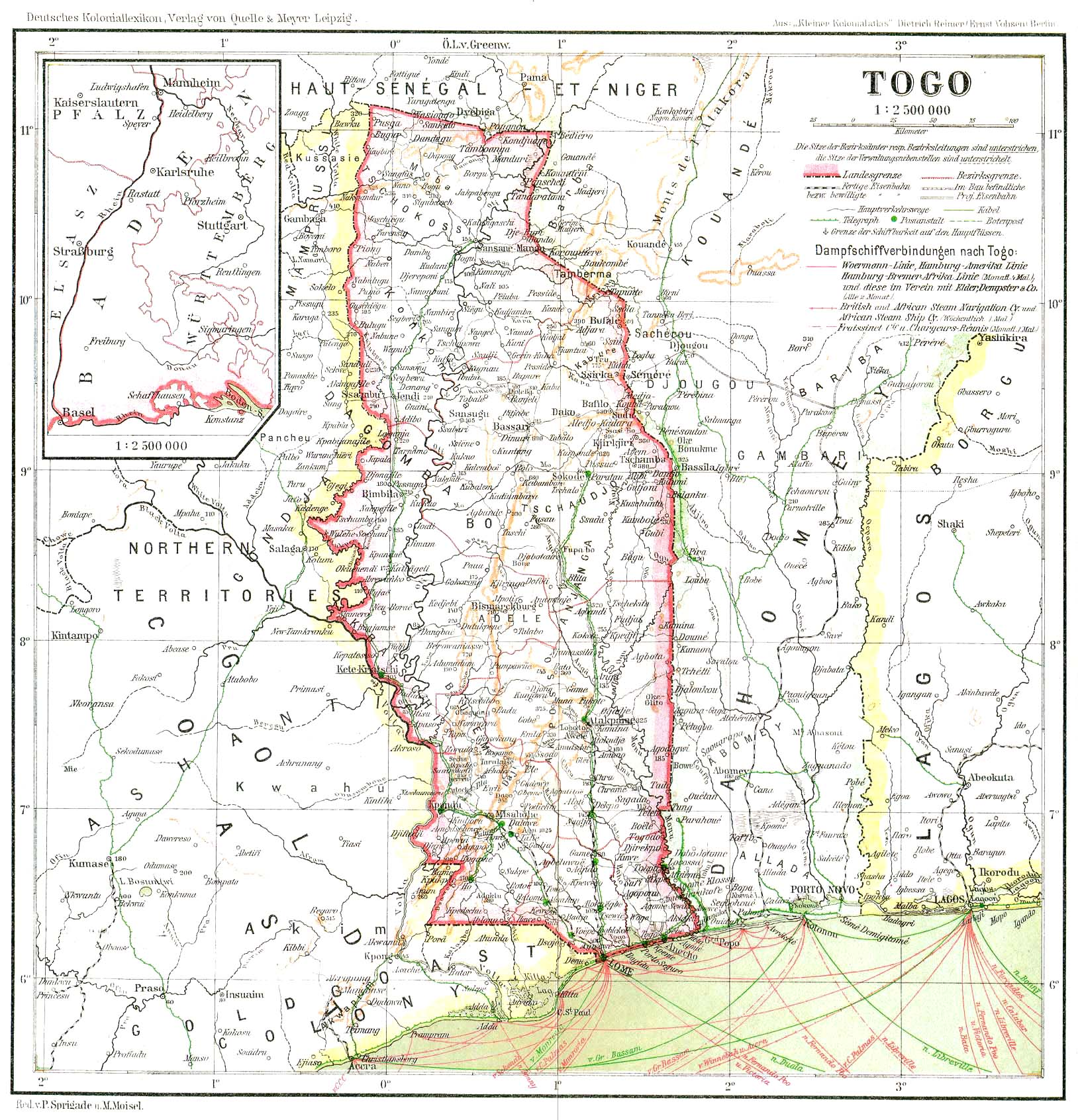
Того (1915)

## До появления европейцев
Во второй половине XVII века в Того сложились крупные этнические объединения с сильной централизованной властью.
К концу XIX века существенные миграции населения прекратились, и политическая ситуация стабилизировалась. В южной части территории существовали разрозненные деревни, подвергавшиеся набегам ашанти из Дагомеи, на севере — исламские королевства Паратао и Манго.

## Колониальный период
5 июля 1884 года территория Того вместе с частью территории современной Ганы, под названием Тоголенд, объявлена протекторатом Германской империи, а с 1 января 1905 года — германской колонией Тоголенд.
В ходе 1-й мировой войны, Тоголанд оккупирован Великобританией и Францией, провозглашён Англо-Французский кондоминиум. 27 декабря 1916 года кондоминиум распался, произошло разделение на английскую и французскую зону.
20 июля 1922 года Великобритания получила мандат Лиги Наций на управление западной частью Того (Британский Тоголенд), а Франция — восточной (Французское Того).
После 2-й мировой войны введён режим опеки ООН. Управление сохранено за Великобританией (Британский Тоголенд) и Францией (Ассоциированная территория Французское Того).
Британское Того 13 декабря 1956 года стала частью колонии Золотой Берег (с 6 марта 1957 года — Гана).
Французское Того 30 августа 1956 года получило автономию — Автономная республика Того, с 22 февраля 1958 года — Республика Того.

## Независимость
27 апреля 1960 года была провозглашена независимая Тоголезская республика. На выборах президентом республики в 1961 году стал Силванус Олимпио, набравший 99 % голосов избирателей.
13 января 1963 года в Того произошел военный переворот, первый переворот в современной истории независимых африканских государств к югу от Сахары, организованный группой военных во главе с Гнассингбе Эйадемой, в ходе которого в ночь с 12 на 13 января 1963 г. президент Сильванус Олимпио был убит (лично сержантом Эйадемой), в стране было объявлено чрезвычайное положение. Военные передали власть временному правительству во главе с Николасом Груницким.
21 ноября 1966 произошла безуспешная попытка военного переворота, вдохновлённая, в основном, гражданскими политическими оппонентами из Партии единства.
В 1967 году был осуществлён новый военный переворот, который опять возглавил Гнассингбе Эйадема, ставший начальником генштаба; он стал главой правительства и в 1969 году создал общественно-политическую организацию Объединение тоголезского народа (правящая и единственная в Того партия до 1991 года, когда она была распущена).
В 1991 году на Национальной конференции общественных сил Того часть полномочий президента (с 1972 — Гнассингбе Эйадема) была передана избранному премьер-министру — главе Временного правительства, сформирован Высший совет республики, определено проведение в течение переходного периода всеобщих выборов на многопартийной основе.
В 2002 году, когда заканчивался второй «конституционный» президентский срок Эйадемы, парламент отменил конституционные ограничения и попросил его снова баллотироваться в президенты. Эйадема, по словам его тогдашнего премьера, «решил ещё раз пожертвовать собой ради нации» и согласился. Выборы 2003 года он снова выиграл.
В 2005 г. Гнассингбе Эйадема умер и его сын Фор Гнассингбе был избран президентом Того.